# Étienne-Paschal Taché

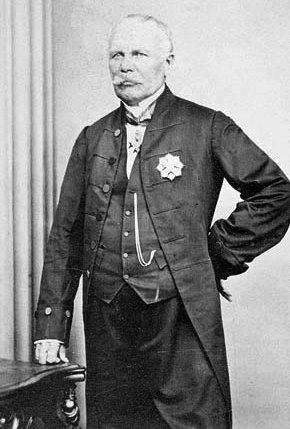
Sir Étienne-Paschal Taché

Sir Étienne-Paschal Taché (* 5. September 1795 in Saint-Thomas-de-Montmagny, Niederkanada; † 30. Juli 1865 ebenda) war ein kanadischer Politiker und Arzt. In den Jahren 1855 bis 1857 sowie 1864 bis 1865 war er Premierminister der Provinz Kanada. Als einer der Väter der Konföderation gehört er zu den Wegbereitern des 1867 gegründeten kanadischen Bundesstaates.

## Biografie
Taché absolvierte das Seminar in Québec, brach jedoch die Schule ab, als 1812 der Britisch-Amerikanische Krieg begann und meldete sich freiwillig zum Dienst im fünften Bataillon der Miliz. Er stieg zum Leutnant auf und war an der Schlacht am Châteauguay sowie an der Schlacht bei Plattsburgh beteiligt. Während seiner dienstfreien Zeit begann er ein Medizinstudium, das er nach Kriegsende fortsetzte; zu diesem Zweck lebte er vorübergehend in Philadelphia. Die Approbation erhielt er im Jahr 1819, woraufhin er in Montmagny eine Praxis eröffnete. Die nächsten zwei Jahrzehnte war Taché als Arzt tätig.
1841 begann Tachés politische Karriere, als er bei den ersten Wahlen zum Unterhaus der Provinz Kanada kandidierte und im Wahlbezirk L’Islet gewann. Er war zunächst ein Hinterbänkler und unterstützte die Reformer, welche die Selbstverwaltung der Kolonie anstrebten. 1846 erhielt er von der Regierung den Auftrag, die Miliz in Niederkanada zu reorganisieren. Ab März 1848 war Taché in allen Regierungen der Provinz Kanada vertreten und hatte folgende Ämter inne: bis November 1849 Minister für staatliche Bauvorhaben, bis Mai 1856 Schatzmeister, bis November 1857 Speaker des Unterhauses. Ab 27. Januar 1855 amtierte er als Co-Premierminister.
Ermüdet vom politischen Geschehen, trat Taché am 26. November 1857 aus der Regierung aus, blieb aber Abgeordneter. Am 13. November 1858 wurde er als Knight Bachelor („Sir“) geadelt. Nach einer Regierungskrise beauftragte ihn Generalgouverneur Lord Monck mit der Bildung einer neuen Regierung. Taché trat das Amt daraufhin am 30. Mai 1864 an und es gelang ihm, eine große Koalition zu bilden, deren gemeinsames Ziel es war, einen föderalen Bundesstaat in Britisch-Nordamerika zu schaffen. Er präsidierte im Oktober 1864 die Québec-Konferenz und überzeugte anschließend das Oberhaus davon, den dort beschlossenen „72 Resolutionen“ zuzustimmen. Ein halbes Jahr später verstarb er im Amt.
Die kanadische Bundesregierung ehrte Taché am 19. Mai 1927 für sein Wirken und erklärte ihn zu einer „Person von nationaler historischer Bedeutung“.